# Bäckebo
Bäckebo is een plaats in de gemeente Nybro in het landschap Småland en de provincie Kalmar län in Zweden. De plaats heeft 241 inwoners (2005) en een oppervlakte van 85 hectare.

## Verkeer en vervoer
Bij de plaats loopt de Länsväg 125.

## Galerij

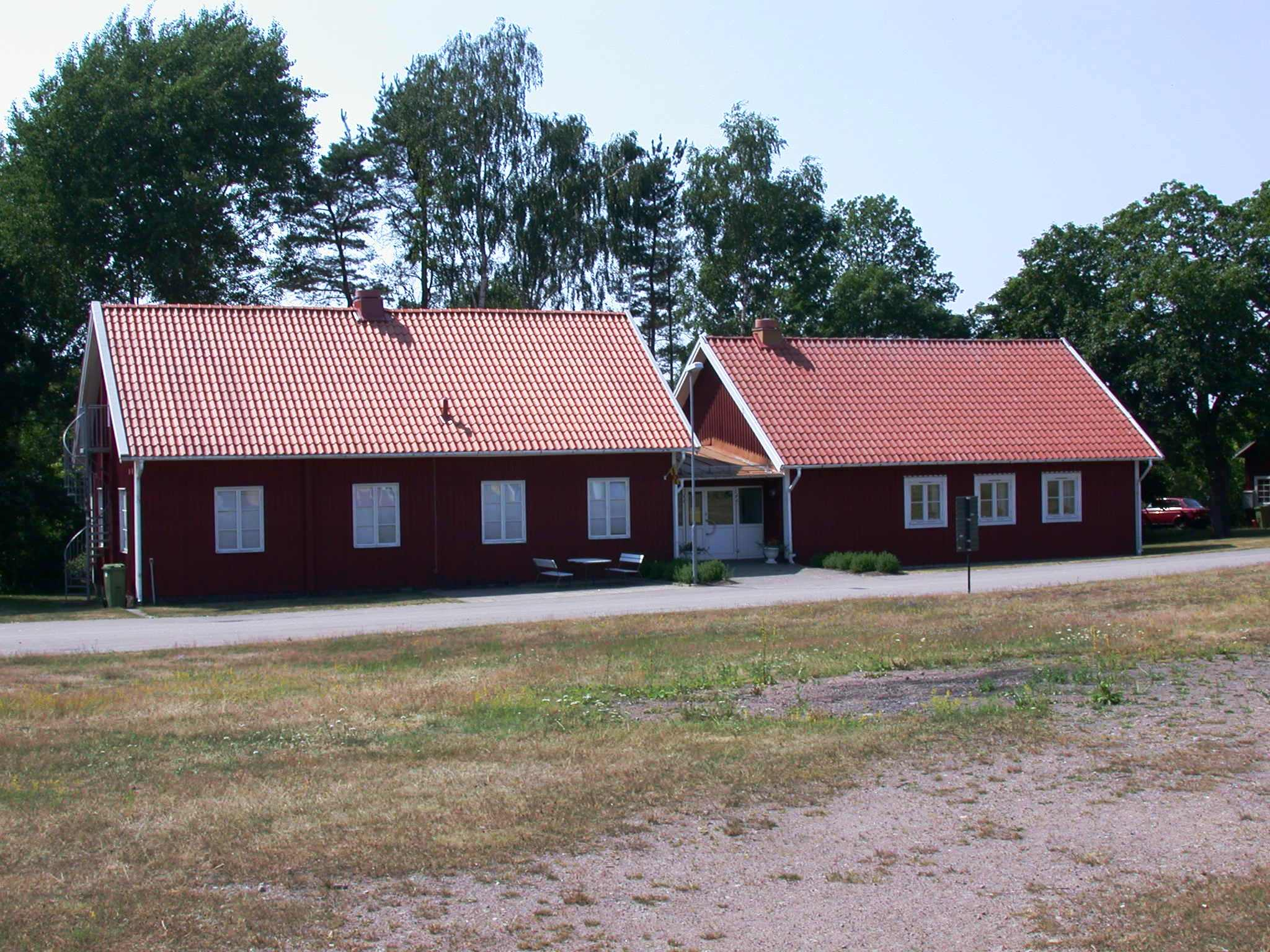
Bäckebo parish hall
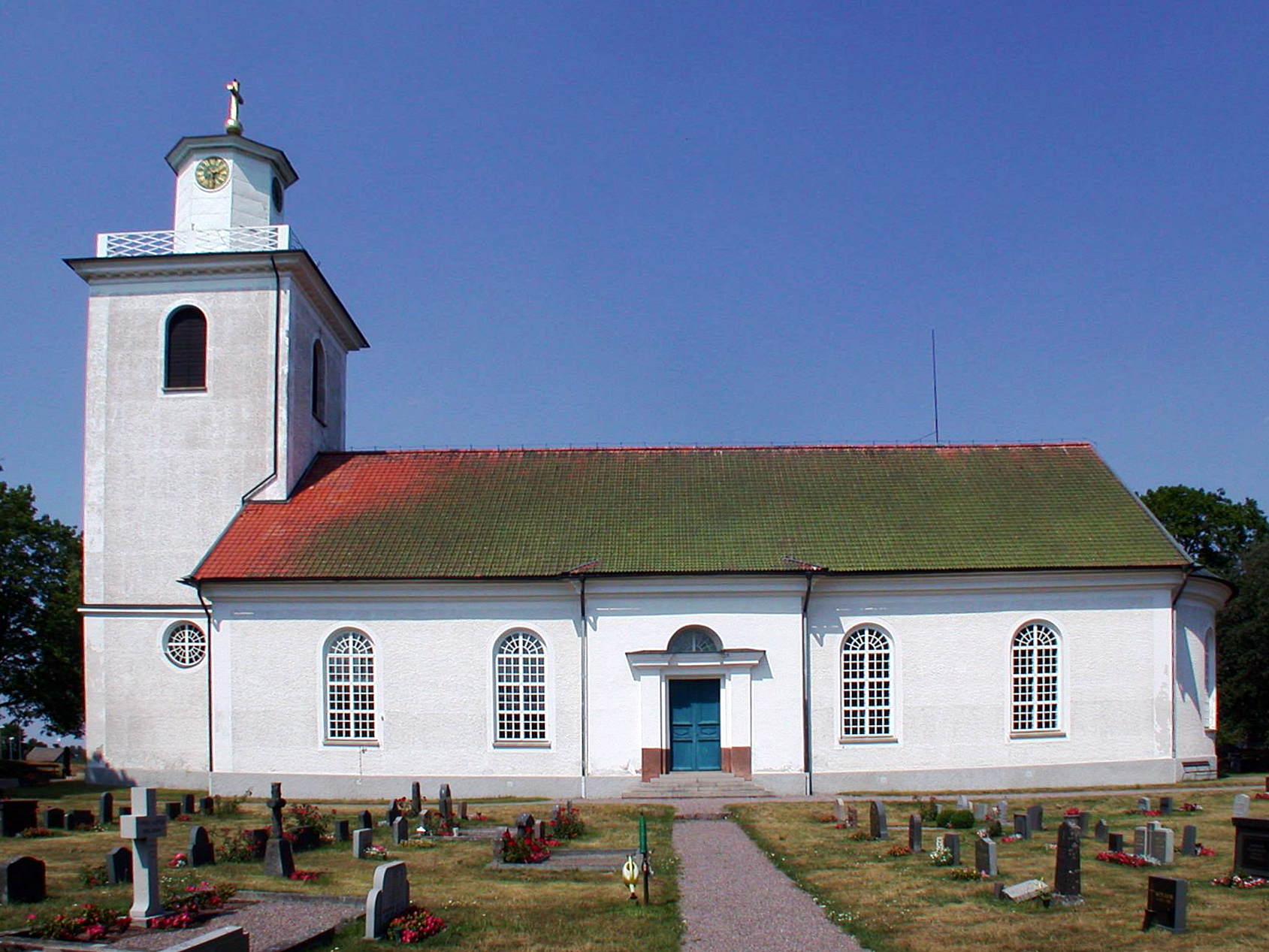
Bäckebo kerk